# Rui Costa
 For alternative betydninger, se Rui Costa (cykelrytter).
Rui Manuel César Costa (normalt bare kendt som Rui Costa) (født 29. marts 1972 i Lissabon, Portugal) er en tidligere portugisisk fodboldspiller, der gennem 1990'erne og 2000'erne var en bærende kraft på det portugisiske landshold. Han spillede for AD Fafe og SL Benfica i sit hjemland, samt for ACF Fiorentina og AC Milan i Italien.
Rui Costa blev i 1993 portugisisk pokalvinder med SL Benfica og året efter sikrede holdet sig også mesterskabet. Med ACF Fiorentina vandt han to gange den italienske pokalturnering Coppa Italia, mens han sikrede sig sine største triumfer hos AC Milan. Her var han en del af det hold der i 2003 triumferede i både Coppa Italia, Champions League og UEFA Super Cuppen, og som året efter også vandt det italienske mesterskab.
Rui Costa blev efter sit karrierestop tilknyttet sin gamle klub Benfica som sportsdirektør. Han blev i 2004 udvalgt til FIFA 100, en kåring af de 125 bedste nulevende fodboldspillere gennem historien.

## Landshold
Rui Costa nåede i løbet af sin karriere at spille hele 94 kampe for Portugals landshold, som han spillede for i årene mellem 1993 og 2004. Han repræsenterede sit land ved tre EM i 1996, EM i 2000, VM i 2002 samt ved EM i 2004 på hjemmebane.

## Titler
Portugisisk mesterskab
- 1994 med SL Benfica

Portugisisk pokalturnering
- 1993 med SL Benfica

Serie A
- 2004 med AC Milan

Coppa Italia
- 1996 og 2001 med ACF Fiorentina
- 2003 med AC Milan

Champions Leauge
- 2003 med AC Milan

UEFA Super Cup
- 2003 med AC Milan